# Садыгов, Наджмеддин Гусейн оглы
Наджмеддин Гусейн оглы Садыгов (азерб. Nəcməddin Hüseyn oğlu Sadıkov) — азербайджанский военный деятель, бывший начальник Генерального штаба Вооруженных сил Азербайджанской Республики и первый заместитель министра обороны Азербайджанской Республики с 2 ноября 1993 по 28 января 2021, генерал-полковник.

## Биография
Родился 24 мая 1956 года в городе Дербент. По причине начала Карабахского конфликта в 1991 году со своей семьей переехал в Азербайджан.
В 1979 году окончил Бакинское высшее общевойсковое командное училище имени Верховного Совета Азербайджанской ССР.
В 1979—1992 годах служил в Вооруженных силах СССР командиром взвода, батальона, заместителем командира полка.
В 1985—1988 годах продолжил образование в Военной академии имени М. В. Фрунзе в Москве.
В 1991 году окончил Высшие офицерские курсы «Выстрел» имени маршала Советского Союза Б. М. Шапошникова.
С 1992 года на службе в Вооружённых силах Азербайджанской Республики в качестве командира бригады, корпуса, первого заместителя командующего фронтом — начальника полевого управления фронта.
Был участником боевых операций за суверенитет и территориальную целостность Азербайджанской Республики.
За «достойное исполнение» должностных обязанностей был многократно награжден различными наградами и медалями.
2 ноября 1993 года указом Президента Азербайджанской Республики Гейдара Алиева назначен первым заместителем министра обороны Азербайджанской Республики — начальником Генерального штаба Вооруженных cил Азербайджанской Республики.
Член Комиссии по политике национальной безопасности, которая готовит и разрабатывает документы по концепции национальной безопасности, стратегии внешней политики и военной доктрине Азербайджанской Республики. Распоряжением президента Азербайджана Ильхама Алиева № 858 от 24 июня 2005 года Н. Садыгову присвоено звание генерал-полковника.
В октябре 2020 года, в период Второй карабахской войны, имя Садыгова и информация о нём были удалены с официального сайта Минобороны Азербайджана.
28 января 2021 года Минобороны Азербайджана подтвердило увольнение Садыгова, заявив, что Наджмеддин Садыгов не состоит на военной службе с октября прошлого года. Ранее сообщалось, что у него были серьезные проблемы со здоровьем, и ему сделали операцию на сердце в Москве.

## Награды
- Орден «Азербайджанское знамя» (4 апреля 1995 года) — за особые заслуги в защите конституционного государственного устройства Азербайджанской Республики, обеспечении безопасности в республике и достойном выполнении воинского долга[4]
- Медаль «За Отчизну» (24 июня 2003 года)
- Орден «За службу Отечеству» 3-й степени (21 июня 2007 года) — за особые заслуги в защите и сохранении независимости и территориальной целостности Азербайджанской Республики, отличие при выполнении служебных обязанностей и поставленных перед воинской частью заданий[5]
- Медаль «За военные заслуги» (21 июня 2009 года) — за особые заслуги в защите и сохранении независимости, территориальной целостности Азербайджанской Республики, отличие при выполнении своего служебного долга и заданий, поставленных перед воинской частью[6]
- Орден «Азербайджанское знамя» (19 апреля 2016 года)
- Почётный знак Республики Дагестан «За любовь к родной земле» (23 мая 2016 года, Республика Дагестан, Россия) — за большой вклад в развитие доброседских отношений между Республикой Дагестан и Азербайджанской Республикой[7]
- Орден «Доблесть» 1-й степени (25 июня 2018 года) — по случаю 100-летия создания Азербайджанской армии и за особые заслуги в защите и сохранении территориальной целостности Азербайджанской Республики, отличие при выполнении поставленных перед ними заданий[8]
- Медаль «100-летие АДР» (27 мая 2019 года)

## Личная жизнь
Женат. Трое детей.